# François Pallu
Pour les articles homonymes, voir Pallu (homonymie).
François Pallu, (né à Tours en 1626 et mort en 1684 dans le Kiang-Sou en Chine), est un ecclésiastique français, il est l'un des fondateurs des Missions étrangères de Paris, et il a été nommé évêque de Chine et fut missionnaire en Asie.
Issue d'une famille nombreuse et catholique pratiquante, François Pallu fait des études, devient prêtre et chanoine à Tours, ville dont son père est le maire. Il retourne à Paris et participe à des confréries de dévotion dont la Compagnie du Saint-Sacrement. Alexandre de Rhodes, jésuite, voit en lui la personne idéale pour mener à bien son projet, celui d'envoyer des évêques en Extrême Orient, et appuie sa nomination auprès de Rome.
François Pallu, aidé par de nombreux soutiens en France, dont la Compagnie du Saint-Sacrement, parvient, malgré l'opposition du Portugal, à faire avancer le projet. En 1658, Pierre Lambert de La Motte et François Pallu sont nommés vicaires apostoliques en Extrême Orient, ils fondent alors les Missions étrangères de Paris. Pendant deux ans François Pallu organise les Missions étrangères par la recherche de fonds, de candidats et participe à la fondation du séminaire des Missions étrangères de Paris.
En 1661, il part pour l'Asie et, après près de deux ans de voyages par voie terrestre, parvient au Royaume du Siam où il rejoint Pierre Lambert de la Motte qui l'attend. L'installation au Royaume du Siam tient en grande partie sur la tolérance du roi Phra Naraï, bienveillant pour les vicaires, alors même que le christianisme est persécuté dans de nombreux pays. Les deux vicaires organisent le Synode d'Ayutthaya d'où sortira le Monita ad Missioneros, qui avec les instructions romaines, seront les documents de références pour les missionnaires chrétiens sur l'attitude et le comportement qu'ils devront respecter pour leurs missions.
Face aux nombreuses difficultés du christianisme naissant, et notamment la main mise des religieux portugais, François Pallu retourne en Europe. Il est reçu avec bienveillance par le Pape, qui condamne le commerce des religieux et dénonce les abus des religieux dans les Indes. Apprenant la bienveillance du roi Phra Naraï, le pape et Louis XIV lui écrivent une lettre afin de développer les relations diplomatiques. François Pallu, fort du soutien du pape, repart pour l'Asie.
Il parvient au Royaume du Siam après une deuxième traversée et apporte au Roi Phra Naraï les lettres du roi de France et du pape. Les vicaires apostoliques sont reçus par le Roi comme ambassadeurs, ce qui conduira à l'établissement de relations diplomatiques avec l'envoi quelques années plus tard d'ambassadeurs du Siam à la cour du roi de France. François Pallu cherche à partir pour la Chine et part du Royaume du Siam. La traversée se passe avec difficultés et les courants le conduisent aux Philippines. Il est alors arrêté par le gouverneur qui le croit espion. Il doit se défendre auprès de la cour des Indes, qui siège à Madrid. François Pallu part donc vers l'Espagne à travers le Pacifique devenant la première personne à faire le tour du monde d'Est en Ouest. Libéré en Espagne et acquitté, François Pallu reste trois ans en Europe où il tente de défendre et de favoriser les Missions étrangères de Paris auprès du pape.

## Biographie

### Enfance et jeunesse
Étienne Pallu, né en 1588, étudie le droit et épouse Marguerite Gaultier, fille du maire de Tours Jacques Gaultier. Il devient en 1626 conseiller du roi, et est désigné maire de Tours en 1629. De son mariage avec Marguerite Gaultier, il a 18 enfants, 11 garçons et 7 filles. L'éducation des enfants est très chrétienne, 4 garçons entrent dans les ordres, chez les jésuites, et 3 filles deviennent religieuses.
Le dixième enfant est François Pallu, il est baptisé le 31 août 1626. Très peu d'informations nous sont parvenues, mais son éducation est marquée par une grande piété. Il est agrégé comme chanoine prébendé, et fait des études de théologie, canonique, de latin. Ses écrits postérieurs montrent une grande facilité pour le latin, mais aussi une grande connaissance des écritures saintes. Il part à Paris pour ses études et s'installe avec différents jeunes dans l'auberge dite de la Rose Blanche, proche du Collège de Clermont. Il vit avec François de Montigny-Laval, Bernard Gontier, Fermanel de Favery et Henri Boudon. Les cinq amis participent appartienne à la Congrégation de la Sainte Vierge (association de dévotion organisée par le collège des jésuites).
Au cours de l'été 1650, François Pallu est ordonné prêtre, et il célèbre sa première messe auprès de sa famille à Tours, le 4 octobre 1650. Très vite il fait une retraite, cherchant quel est sa vocation. L'année suivante en 1651, il part chez les carmélites afin de faire une retraite.

### Projet des Missions étrangères

#### Vocation missionnaire

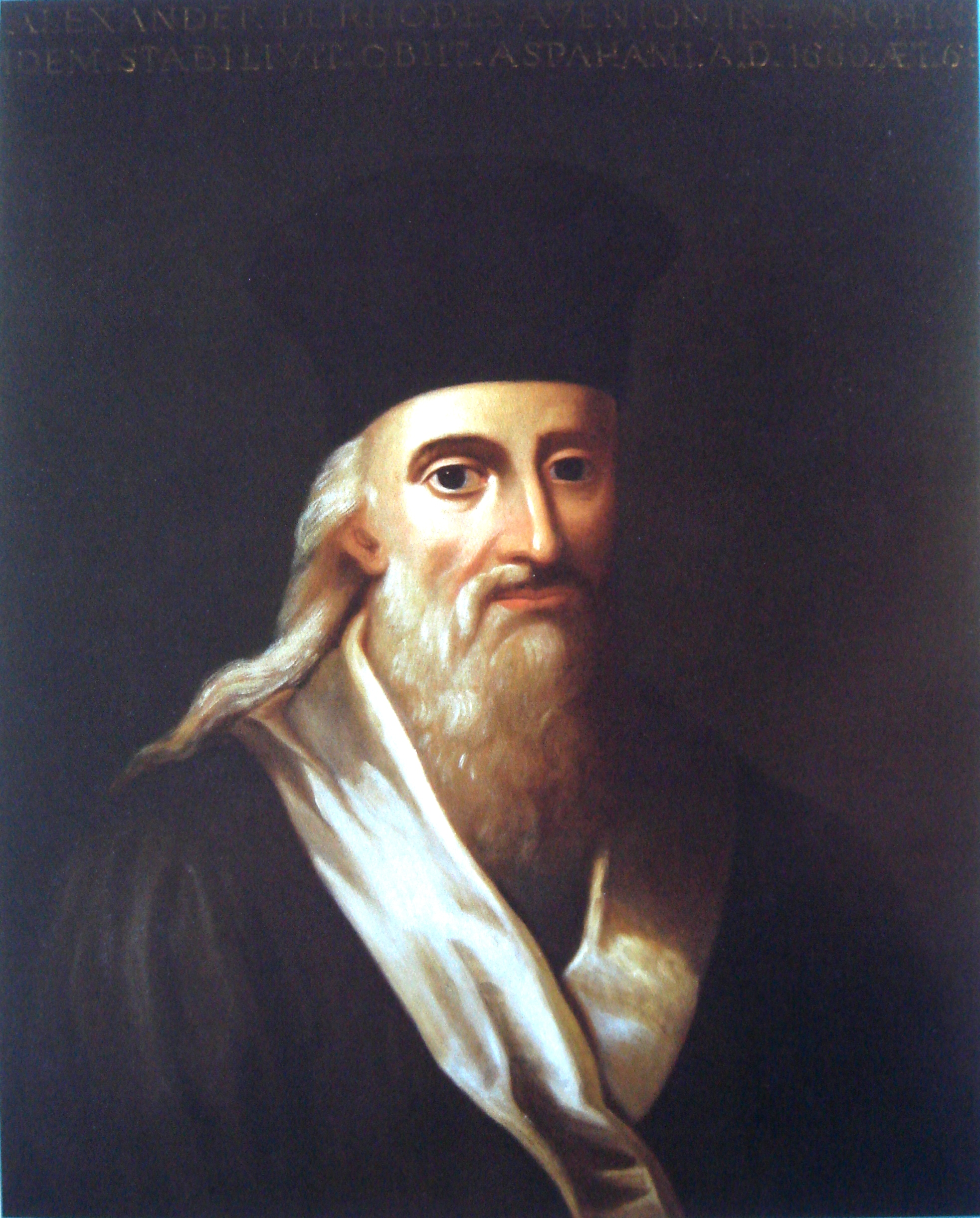
Portrait d'Alexandre de Rhodes

Après sa retraite et un temps passé à Tours, François Pallu retourne à Paris où il retrouve ses amis qui ont déménagé dans une nouvelle maison, où ils vivent désormais à douze. Les habitants de cette maison sont accompagnés spirituellement par le père Jean Bagot qui a une grande influence sur les membres du groupe. Le père Bagot est une figure importante du clergé parisien : jésuite, il a été le confesseur du roi Louis XIV quand il était enfant. Le père Bagot décide de fonder une confrérie secrète de dévotion avec six des 12 habitants de la maison. Il choisit les personnes les plus pieuses, dont François Pallu. Les membres de la confrérie s’engagent à mener une vie chrétienne approfondie à travers une vie d’oraison, des lectures pieuses, des actes de dévotions, mais aussi de pénitence et des actes de charité auprès des plus pauvres. C’est dans ce cadre que Père Bagot fait rencontrer aux jeunes de la maison le père Alexandre de Rhodes.
Alexandre de Rhodes est un jésuite, missionnaire au Tonkin, Annam et Cochinchine. Après une expérience missionnaire au cours de laquelle il découvre la réalité du christianisme naissant en Extrême Orient, il décide de revenir en Europe afin de convaincre le pape, Innocent X, de la nécessité de constituer un clergé autochtone (les missionnaires étant quasiment exclusivement européens). Pour mettre en avant son projet, Alexandre de Rhodes propose au pape, à l’aide d’un mémoire qu’il a rédigé, d’envoyer des évêques qui aient la possibilité d’ordonner des prêtres. Le pape semble convaincu du projet, et propose à Alexandre de Rhodes de devenir l’un de ces évêques. Il refuse par humilité, mais se voit confier la tâche de choisir trois évêques afin d’organiser les églises d’Asie.
C’est dans ce but qu’Alexandre de Rhodes part à Paris et y rencontre le père Jean Bagot à qui il confie sa mission. Le père Jean Bagot décide de lui présenter les membres de sa confrérie. La rencontre suscite un enthousiasme mutuel entre les jeunes et Alexandre de Rhodes, ce dernier voit dans ces jeunes les futurs évêques. Le 14 février 1653, il désigne François Pallu, François de Montigny-Laval et Pierre Picques comme les futurs évêques comme il l'écrit dans une de ses lettres : « Voilà bien ceux que Dieu me destine ; j’ai trouvé dans ces jeunes gens des dispositions plus parfaites que celles que j’ai cherchées dans les séminaires et autres lieux d’Europe » .

#### Préparation: lenteurs, obstacles et doutes
Le projet d’Alexandre de Rhodes obtient très rapidement de nombreux soutiens et adhésions. La duchesse d’Aiguillon (nièce du cardinal Richelieu) soutient financièrement et auprès de la cour le projet. Afin d’appuyer le projet, dès juillet 1653, cinq évêques écrivent au pape Innocent X afin d’accélérer les démarches. Le 17 septembre 1653, une autre lettre, écrite par l’archevêque de Reims, et cosignée par Vincent de Paul (fondateur des petites sœurs des pauvres) et Pierre Colombet (curé de Saint-Germain) est envoyée.
François Pallu annonce à ses parents ses intentions d’aller en Extrême-Orient. Ses parents s’y opposent, y décelant une volonté d’orgueil. François Pallu cherche à changer l’opinion de ses parents en écrivant à mère Marie de Saint-Bernard carmélite vivant à Tours, afin de convaincre ses parents.
Malgré les avancées et les soutiens toujours plus nombreux, le projet ne semble pas avancer à Rome. Ce calme apparent avait pour raison l’opposition farouche du roi du Portugal, Jean IV, à la nomination d’évêques, ce dernier menaçant de les emprisonner, tout en demandant aux jésuites de se désolidariser du projet français. En effet le Portugal voit dans ces nominations une remise en cause des prérogatives du Padroado (système complexe qui donne un patronage des pays, avec la possibilité de nommer des évêques…),. Face à cette opposition, les cardinaux préparent secrètement un ensemble de documents et d’instruction afin de permettre la réussite du projet.
Face à ce silence, les membres de la confrérie cherchent à approfondir leurs engagements : François de Montigny-Laval décide de se retirer à l’Ermitage de Caen pour approfondir sa vie spirituelle, Piques accepte le poste au sein de la cure de Saint-Jose à Paris. François Pallu quant à lui décide de retourner à Tours, où il est chanoine de Saint-Martin. Là-bas, il cherche à découvrir quelle est la volonté de Dieu pour lui, tout en se renseignant régulièrement sur les démarches faites par la duchesse d’Aiguillon. Il pense devenir jésuite. Il mène une vie d’oraison et d’ascèse assez importante, et semble parfois ne plus espérer devenir évêque. Il participe activement à la fondation d’un hospice pour les pauvres à Tours, ce qui pousse sa famille à remettre en cause son choix d’aller en Extrême-Orient, sachant qu’il y a tant à faire en France.
Au cours de l’année 1655 (avril et mai), des évêques poursuivent leurs soutiens en écrivant à Rome, mais François Pallu écrira plus tard sur ces années 1655 -1656 : « Je ne songeais plus à la nomination des Vicaires apostoliques ; je ne m’occupais plus que de remplir exactement mes devoirs de chanoine. Dieu le voulait ainsi, pour faire éclater sa gloire et empêcher que nul homme ne s’attribuât ma réussite de l’entreprise ; il nous enlevait tout espoir, il rendait inutiles les démarches des nombreux et très pieux personnages ; il ne permettait pas même que l’utilité incontestable de cette œuvre suffit à en procurer le succès. » .
Au cours de l’année 1655, la mort du pape Innocent X et l'élection du nouveau pape Alexandre VII changent la situation. Les membres de la Compagnie du Saint-Sacrement proposent faire un pèlerinage à Rome afin de relancer le projet de missions. François Pallu décide avec d’autres amis d'y aller.

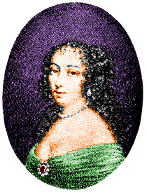
Portrait de la duchesse d'Aiguillon, nièce du cardinal Richelieu
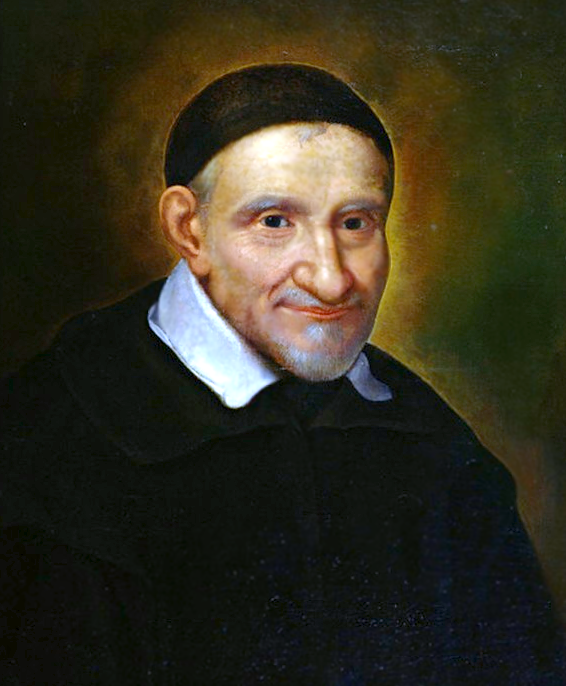
Portrait de saint Vincent de Paul par Simon François de Tours (1606-1671)
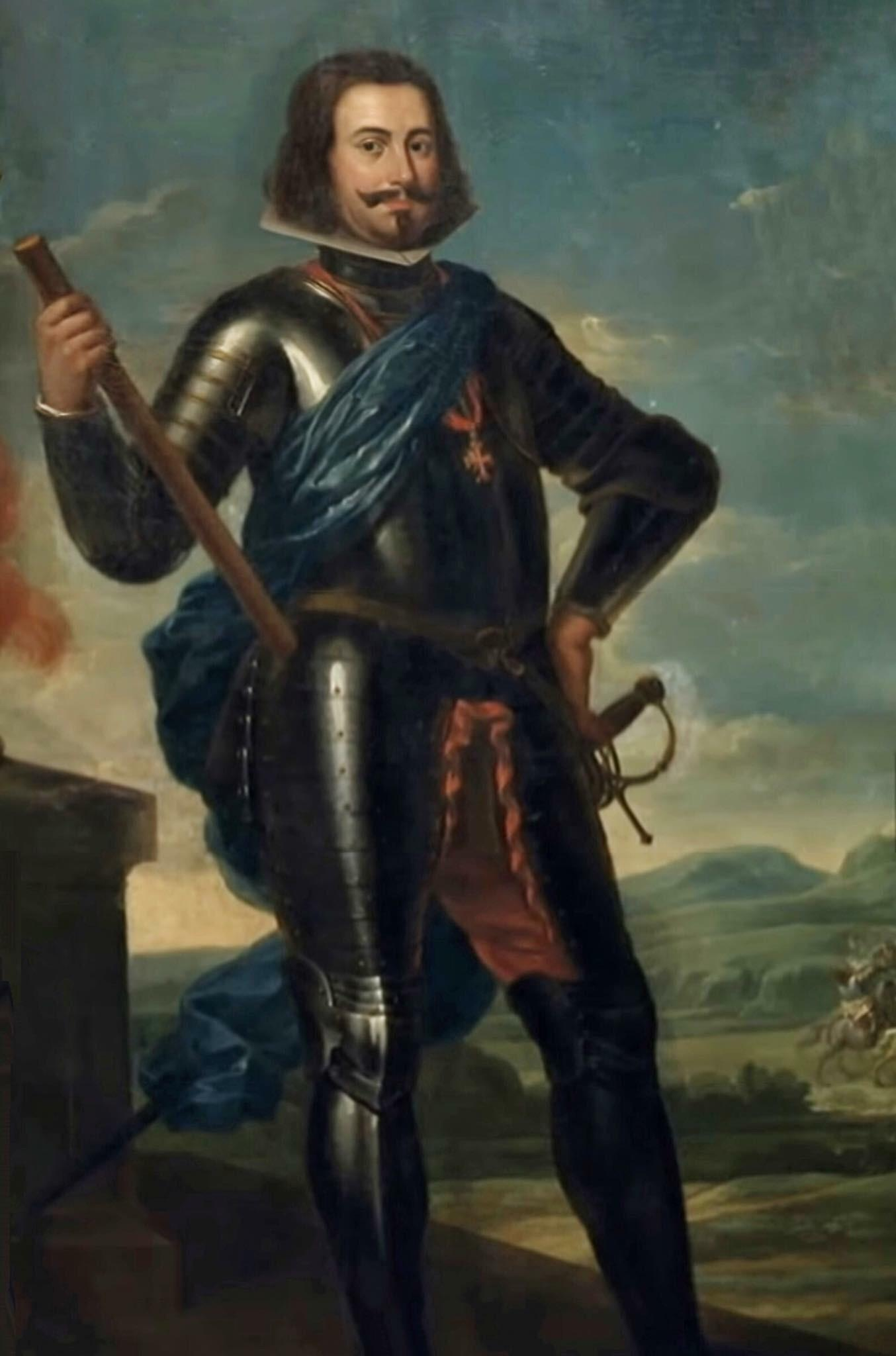
Portrait du roi Jean IV du Portugal
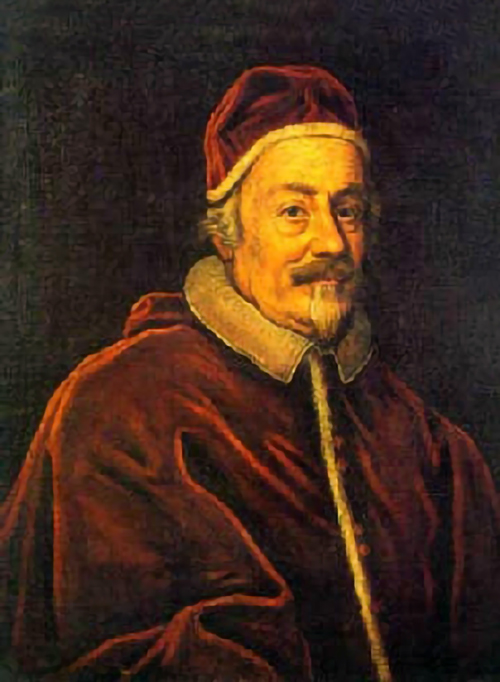
Peinture du pape Alexandre VIII

#### Interlude romain

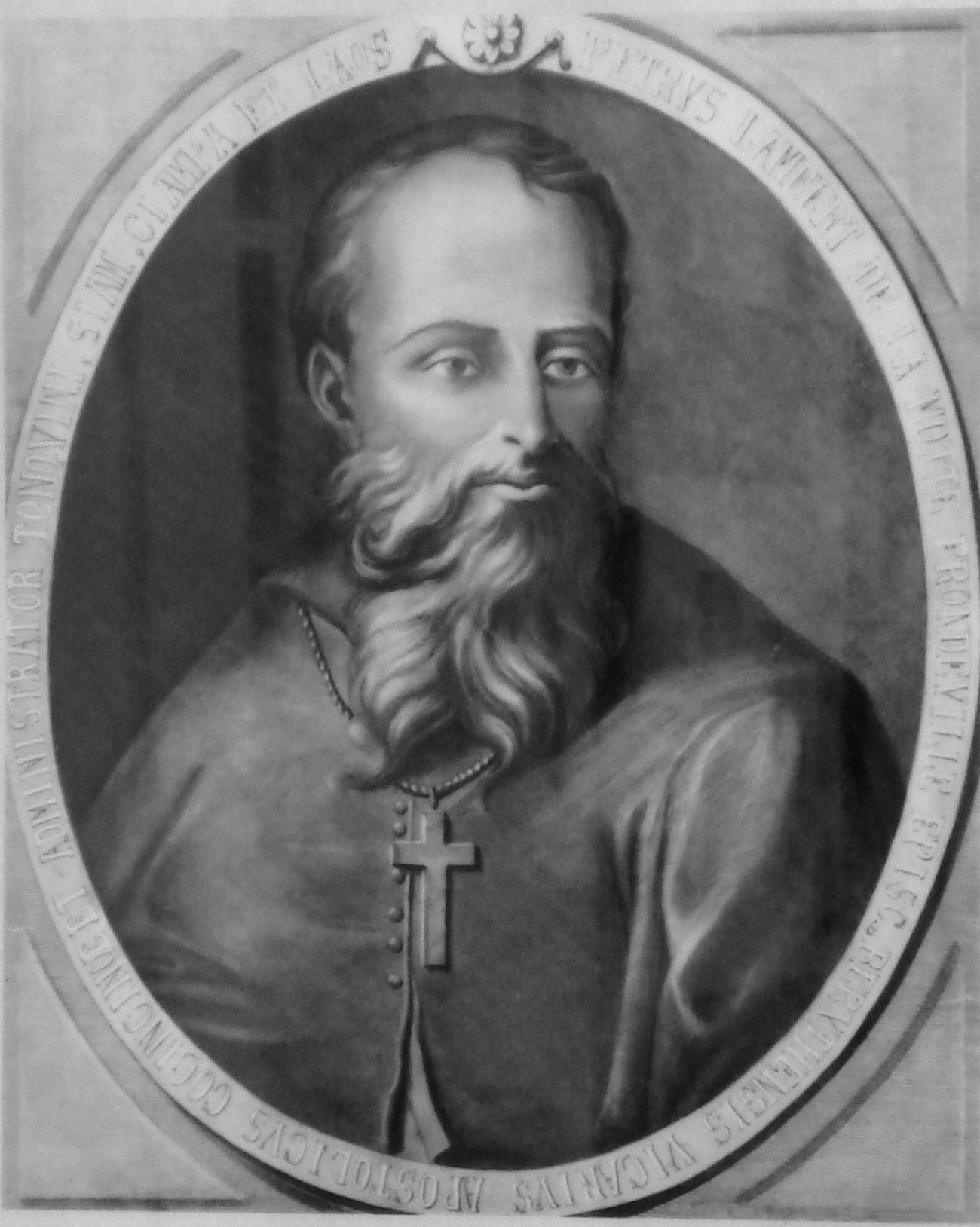
Portrait de Pierre Lambert de La Motte

François Pallu part avec quatre amis de Paris, puis arrive à Marseille avant d’arriver à Rome en mai 1657. À Rome ils rencontrent le cardinal Bogni, qui soutient leurs projets et les aide à avoir une entrevue avec le pape. Ils présentent alors le projet soutenu par le précédent pape au nouveau pape Alexandre VII, qui se montre très favorable à l’entreprise. Face à François Pallu, il cite François de Sales qu’il avait rencontré « ne rien demander, ne rien refuser et se mettre à la disposition du Pape pour ce qui lui plairait de faire de moi. » . Le Pape demande que la gestion des préparatifs et de l’organisation se fasse par la supervision de 4 cardinaux, ce qui simplifie largement les démarches.
Devant les négociations qui s’annoncent longues, les quatre amis repartent à Paris, mais ils décident que François Pallu reste à Rome afin de continuer les démarches auprès des cardinaux,. Face aux lenteurs, François Pallu demande le soutien d’un de ses amis prêtres Pierre Lambert de La Motte, qui arrive à Rome. Pierre Lambert lève rapidement tous les obstacles, garantissant les revenus des évêques sur sa fortune personnelle, et après une entrevue de plus de 8 heures avec le cardinal, la commission émet un avis favorable,. Elle désigne François Pallu et Pierre Lambert de la Motte comme évêque et vicaire apostolique .
Le 8 juin 1658, le pape approuve la décision de la commission, et le 29 juillet 1658, un Bref est publié : François Pallu est nommé vicaire apostolique du Tonkin et évêque in partibus d'Héliopolis (de) (actuel Baalbek). Par ailleurs le Bref donne le pouvoir à François Pallu de choisir le troisième évêque.

Portrait du cardinal Antonio Barberini par Carlo Maratta, vers 1681}

### Fondation des Missions étrangères de Paris

#### Vicaire apostolique
Une fois nommé évêque à l'âge de 32 ans, et après plus de 6 ans d'attentes et de démarches, François Pallu se montre détaché de ses attaches familiales dans une lettre de réponse à son frère, qui lui demandait les bénéfices qu'il attendait de son ordination épiscopale. Il décrit les principes qu'il se donne et sa vision du christianisme « un chrétien véritable et parfait doit être mort à tout, et ne doit plus connaître personne selon la chair », « de plus les bénéfices ne sont pas des patrimoines ni des biens de famille ; ce sont les offrandes des chrétiens, destinées par eux au culte de Dieu, au service de l'Eglise et au soulagement des pauvres ».
François Pallu reçoit l'ordination épiscopale à Rome le 17 novembre 1658, par le cardinal Antonio Barberini, préfet pour la Congrégation pour la propagation de la foi. Quelques jours plus tard, il obtient une entrevue avec le pape Alexandre VII, autant de marques de soutiens très marquées de la part du Pape et de la curie pour la fondation des Missions étrangères de Paris.
Une fois ordonné, François Pallu décide de retourner au plus vite à Paris pour préparer son départ. Il passe par Aix-en-Provence, où il rencontre Ignace Cotolendi, qui le marque. Il le choisira comme troisième vicaire apostolique. Il arrive à Paris le 29 janvier 1659.

#### Pouvoirs et instructions
De retour à Paris, François travaille d'arrache pied pendant 3 ans à la fondation des Missions étrangères de Paris, ainsi que par la préparation matérielle du départ et la recherche de missionnaires. Il écrit à la congrégation pour la Propagande afin de fonder un séminaire. Au cours de l'année 1659, il choisit Ignace Cotolendi comme troisième vicaire apostolique.
François Pallu attend de Rome des instructions, cette lenteur et discrétion romaine provient du fait que les instructions romaines sont en cours de rédaction. Afin de les rédiger, les membres de la congrégation pour la propagation de la foi reprennent tous les actes et textes antérieurs écrits sur les missions. Après avoir été relu et annoté par les cardinaux, en novembre 1659, François Pallu reçoit secrètement les instructions.
Les instructions donnent des pouvoirs exceptionnels aux vicaires apostoliques : la possibilité d'ordonner des prêtres même s'ils ne connaissent pas le latin, les brefs demandes de ne pas passer par les pays dominés par les portugais, la troisième partie regroupe un ensemble de conseil aux missionnaires.
Une fois qu'il reçoit les instructions, François Pallu part pour Tours, où il offre à la ville les reliques de saint Victorin, qu'il a demandé à Rome. La venue des reliques à la basilique Saint-Martin de Tours est l'objet d'une grande fête à Tours. François Pallu est très apprécié par les Tourangeaux, qui veulent recevoir sa bénédiction, et se développe une réputation de sainteté. Après plusieurs jours à Tours, conformément aux désirs de ses parents, il repart secrètement pour Paris.

#### Recrutement, fondation et préparation du départ

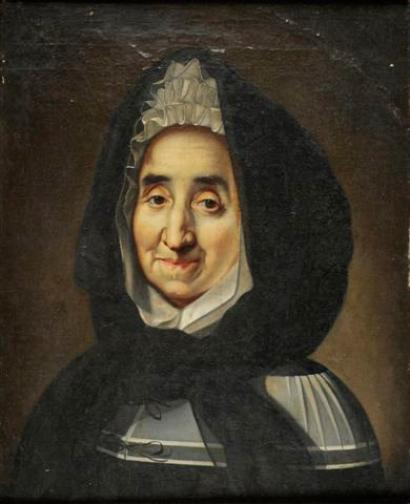
Portrait de Madame de Miramion, « Peint par Jouvenet le jeune, L'an 1693 ». Collection particulière

Une fois reçu les instructions, François Pallu recherche activement des missionnaires et des personnes afin de former les futurs séminaristes. Très vite, une vingtaine de jeunes se portent volontaires pour entrer au sein des Missions étrangères de Paris. Madame de Miramion offre son château et finance la formation théologique des futurs missionnaires. François Pallu y donne des conférences, et insiste pour que les volontaires se forment à travers les missions des pères lazaristes fondées par Vincent de Paul . Par ailleurs, il se montre très exigeant dans le recrutement des futurs missionnaires .
Il rédige un recueil de textes sur les missions, s’inspirant en grande partie de Saint François-Xavier (saint patron des missions), et des pères de l’Église. Son activité s’étend à la préparation de manuels d’apprentissage du latin, mais aussi des besoins matériels et liturgiques pour l’Extrême Orient. Il fait diffuser des tracts afin de susciter la générosité des laïcs pour sa nouvelle œuvre.
Face aux nombreux besoins, il reçoit le soutien actif des membres de la Compagnie du Saint-Sacrement qui finance en grande partie l’achat de matériel et fonde une association de commerce, dont le but est de financer la construction d’un bateau permettant la traversée des mers pour rejoindre la Chine et y transporter des missionnaires,.
Le 18 juin 1660, le vicaire apostolique Pierre Lambert de la Motte, suivant les instructions romaines part secrètement par la voie terrestre pour la Cochinchine. Le 10 septembre 1660, le bateau est construit, après une dépense de plus de 100 000 livres, et reçoit l’appui du roi Louis XIV qui envoie son ambassadeur afin d’obtenir les cachets permettant au voilier de partir. Le bateau ne fera malheureusement aucun trajet, une tempête le détruit alors qu’il était encore à quai. Cette avarie bouscule les plans de François Pallu qui est obligé de retarder son départ pour l’Asie.
Après trois ans environ de préparation, François Pallu part pour l’Extrême Orient, en suivant la voie terrestre comme Pierre Lambert de la Motte et Ignace Cotolendi le 3 novembre 1661. Il donne procuration aux directeurs du nouveau séminaire des Missions étrangères de Paris pour la formation des missionnaires avant de partir.

### Départ pour l'Asie

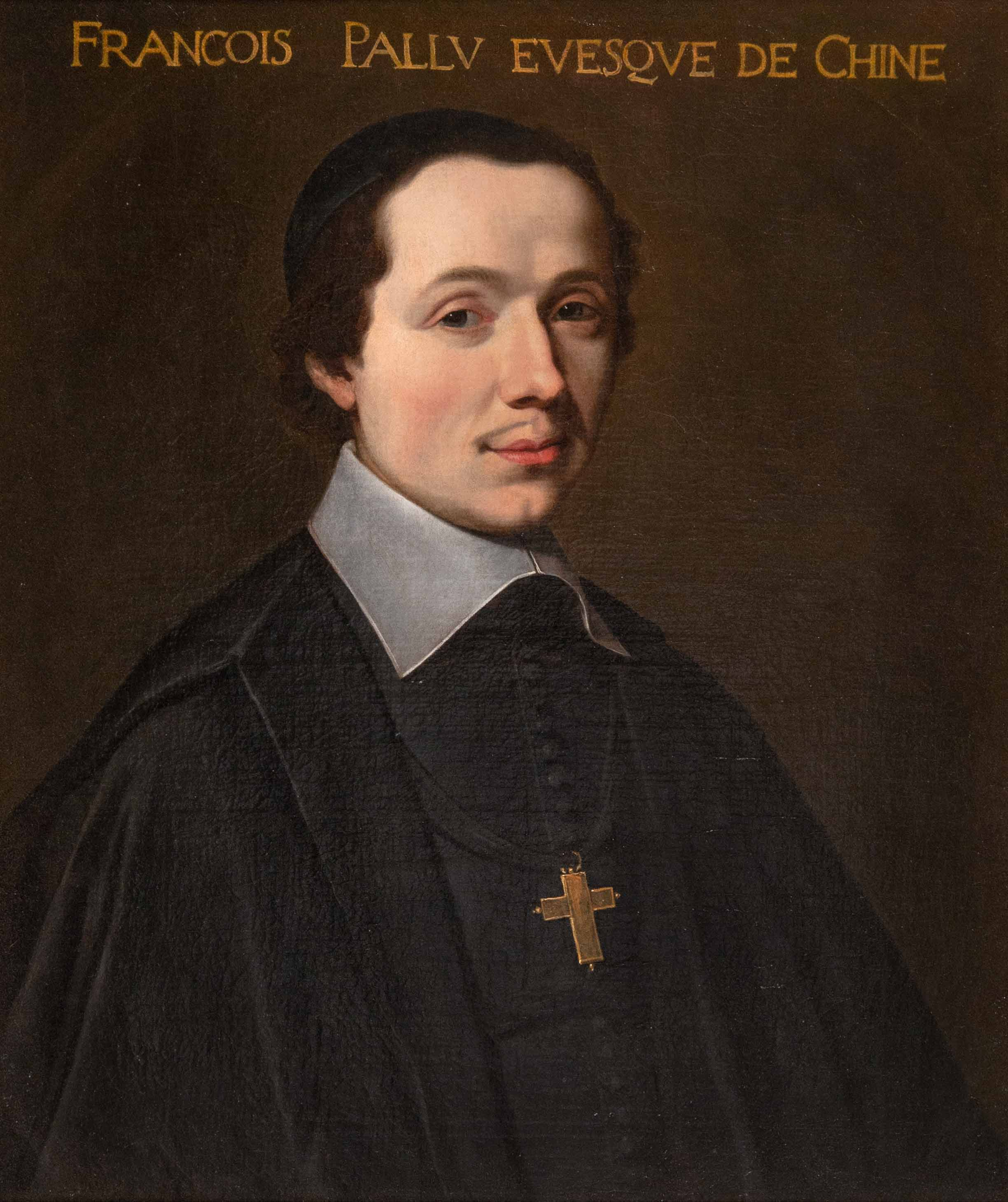
Portrait de François Pallu.

#### Voyage vers l'Asie

##### De Marseille à Tauris
François Pallu quitte Paris pour Marseille et cherche à rejoindre Alexandrette par la voie maritime. Il est accompagné par sept ecclésiastiques et deux laïcs (dont le peintre Michael Sweerts). Il embarque à Marseille, le 3 janvier 1662.
Au cours de son voyage, il rédige de nombreuses lettres ainsi qu’un journal de bord permettant de retracer son parcours. Il arrive le 24 janvier 1662 à Alexandrette,. Il y décrit le christianisme du Moyen-Orient, il traverse avec une caravane l’actuelle Syrie en passant par Killis, Malatia, Erzendjan, Ilidja, tout en recherchant toutes les informations pratiques permettant aux futurs missionnaires de connaître les chemins à emprunter.
Il visite Trois-Église (Etchmiazin) et le couvent arménien et rencontre le patriarche, tout en prenant des renseignements sur la liturgie. Au cours du trajet, à Tabriz, il renvoie Michael Sweerts au tempérament trop prononcé et reçoit le 29 juin 1662 des nouvelles de Pierre Lambert de la Motte,.

##### De tauris à Surate
Le 20 juillet 1662, ils atteignent Kachan puis font route vers Ispahan en parcourant plus de 1 000 km en vingt jours. Il est accueilli par des capucins, et doit laisser deux missionnaires sur place, Chereau et Brunel tombant gravement malade. Il profite du trajet pour rédiger des additions aux instructions romaines, affirmant qu’ « il ne faut rien tenter à demi ». Au cours de ce trajet, de nombreux missionnaires tombent malades.
Le 23 novembre 1663, une fois parvenu à Bandar, il décide de poursuivre sa route par la voie maritime. N’ayant pas suffisamment de place, François Pallu décide de scinder le groupe en deux, embarquant avec Danville, Périgoud et Chereau au sein du navire anglais les Fleurs de la Mer.
Au cours de la traversée, Danville tombe gravement malade, le 6 décembre, il reçoit l’extrême onction et meurt le lendemain. Chereau à son tour tombe malade et meurt le 13 décembre 1663. Après une éprouvante traversée, les missionnaires parviennent enfin en Inde le 30 décembre 1663, où ils attendent l’arrivée des autres missionnaires. Le 14 janvier 1664, François Pallu reçoit une lettre lui annonçant le décès du vicaire apostolique Ignace Cotolendi. Ces décès affectent François Pallu qui écrit dans une de ces lettres « Nous demeurons dans l’étonnement et adorons dans un respectueux silence les conseils inscrutables de Dieu ».

##### De surate à Ayuthaya

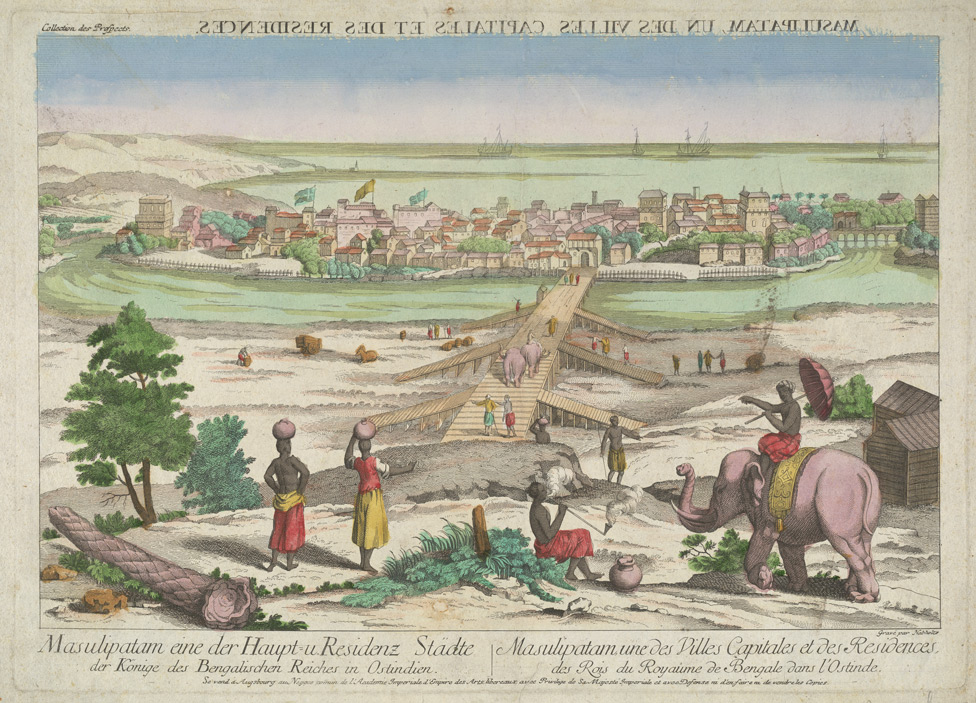
Gravure de la ville de Masulipatam (Inde) en 1676

La traversée de l’Inde se fait à dos de charrette, et le 22 mars 1664 ils parviennent à Aurangabag, devant les nombreuses difficultés de la traversée, François Pallu demande à la duchesse d’Aiguillon une « croisade de prière et de jeûnes ». Le 14 avril 1664, ils arrivent à Golconde, puis Machilipatnam, où il cherche à rejoindre la Cochinchine par bateau, les vents étant contraires, il est contraint d’attendre septembre pour envisager la traversée. François Pallu décide alors d’aller à Madras, où il confirme des milliers de personnes, et retourne à Masulipatam, où il apprend la mort des missionnaires Brunel et Périgoud. Face à cette hécatombe, il écrit « estimons nous heureux de pouvoir bâtir un pont de nos carcasses pour porter le Christ dans la Chine ou dans le Tonkin ». Dans une autre lettre à la Duchesse d’Aiguillon, il prend la même métaphore « Voilà le pont commencé ; trop heureux si nos carcasses et nos os, aussi bien que ceux de nos chers fils, peuvent servir de pilotis pour affermir et faire un chemin plein et ouvert à de braves missionnaires ».
Fin août, il prend le bateau avec les Maures afin de traverser le Golfe du Bengale. Pris dans une tempête, il écrit son testament. Le trajet s’allonge, et début octobre les provisions de riz sont presque disparues. Là encore, les tempêtes se déchainent contre les missionnaires. Pallu note alors « Notre Seigneur, qui proportionne toujours ses grâces aux états où il nous met, nous en a fait de grandes en ce rencontre. ».
Le 31 octobre, ils parviennent à Mergui (ville du Royaume du Siam). Pallu décide alors avec les missionnaires de prendre des temps de recul et de prière. Il écrit alors : « Nous y avons reconnu qu’on trouve Dieu partout aussi bien dans le tumulte et la confusion (quand on y est par son ordre et  pour sa gloire) que dans les déserts et les solitudes. ». Laneau, dont la santé a été très éprouvée par la traversée du Golfe du Bengale, parvient progressivement à se retrouver la santé. Une fois sur place, il est aidé par un groupe de chrétiens mandaté par Pierre Lambert de la Motte, qui les aide à parvenir à Ayutthaya. Il arrive le 27 décembre sur le fleuve et arrive à Ialinga le 3 janvier. Ils traversent la jungle, découvrant les éléphants, tigres et arrivent le 12 janvier à Pram, le 25 janvier ils arrivent à Bangkok, et le 27 janvier 1664 à Ayutthaya après près de 2 ans et 25 jours de transport ,.

#### Premier séjour au Siam

##### Synode d'Ayutthaya et Monita ad Missionarios

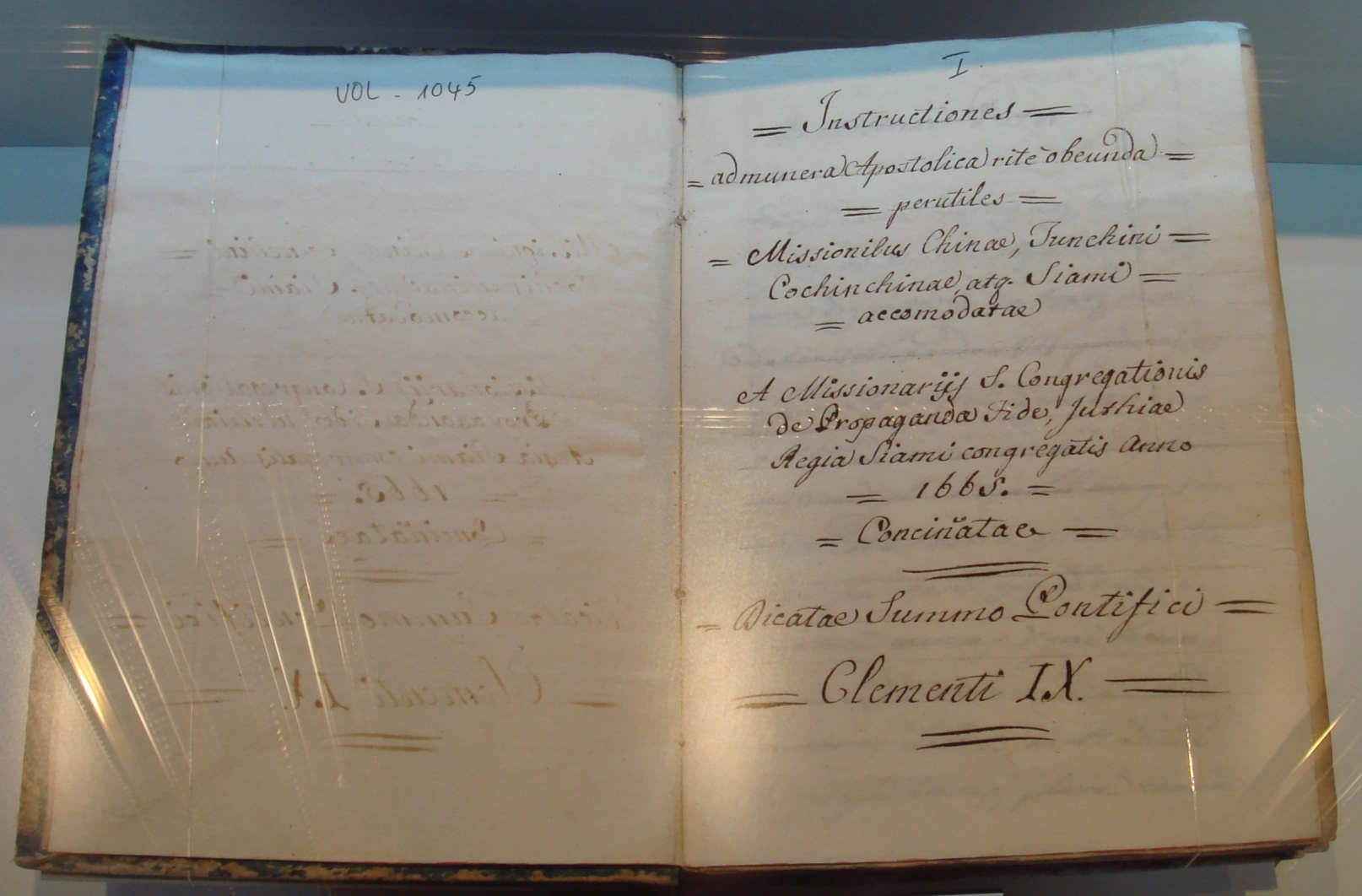
Photo de l'Instruction aux Missionnaires (1665) écrit par Pierre Lambert de La Motte et François Pallu aux archives des Missions étrangères de Paris

Il arrive le 27 janvier 1664 à Ayutthaya . François Pallu rejoint Pierre Lambert de la Motte, déjà présent à Ayutthaya depuis le 16 mai 1662. La présence de Pierre Lambert est tolérée, même si on ne voit que très peu de conversion. Pierre Lambert de la Motte devant les difficultés d’entrée en Cochinchine décide de faire d’Ayutthaya sa base arrière. En effet, le Siam est alors dirigé par le roi Samdet  Prah Roma Thibodi III, dit Phra-Naraï, ce prince intelligent est tolérant avec le christianisme et les commerçants européens. Il tolère la présence de Portugais qui n’apprécient pas la présence de Pierre Lambert de la Motte. Ce dernier dut se réfugier chez les Hollandais puis les Chinois et annamites chrétiens qui lui assurent la protection contre les Portugais.
Devant les obstacles et l’opposition des Portugais, Pierre Lambert de la Motte décide d’envoyer Bourges pour défendre la cause des missions et demander plus de pouvoirs au pape. Le choix de Bourges pour retourner à Rome provient de ces études théologiques qui sont un atout pour la négociation auprès des congrégations..
L’arrivée de François Pallu à Auytthaya permet aux deux vicaires de se retrouver. Pallu qui voulait continuer son voyage pour le Tonkin est contraint d’abandonner du fait des persécutions,. Les deux compères rédigent ensemble les instructions à partir des additions qu’il avait commencé à rédiger : les discussions portent sur l’attitude à avoir dans les pays de missions. Les deux vicaires apostoliques insistent sur l’idéal de sainteté et l’importance de la vie intérieure,. Les monita sont envoyés à Rome pour validation, et deviendront l’un des textes références des missions jusqu’à aujourd’hui.
La réflexion concernant la formation des séminaristes des Missions étrangères de Paris conduit Pierre Lambert de la Motte à vouloir faire des missions étrangères de Paris une congrégation religieuse avec une règle comprenant trois niveaux, l’un pour les prêtres, le deuxième pour les religieux, puis pour les laïcs. François Pallu semble convaincu et défend cette proposition.
En 1664 ils bâtissent la première église à Ayutthaya, et lance une procession pour le carême. Les nouvelles qui parviennent de Cochinchine font état de persécutions religieuses. Néanmoins, François Pallu décide d’envoyer secrètement un prêtre pour soutenir les communautés chrétiennes persécutés.
Fin novembre 1664, François Pallu décide à son tour de revenir en Europe afin de pouvoir défendre et rendre compte de la situation auprès de Rome. Son retour est motivé par la volonté de gérer les droits des vicaires face au puissant Patroado, d'essayer de faire reconnaître les droits des amantes de la Croix, d'approuver les Monita ad Misioneros, mais aussi de remplacer Ignace Cotolendi, et trouver de nouveaux missionnaires. Malgré ses craintes du voyage retour, il part le 17 janvier 1665 avec 3 autres personnes, après un an passé à Ayuthaya..
Ils prévoient la création d’un séminaire à Ayuthaya, et lancent le premier synode afin d’organiser l’Église d’Asie.

### Retour en Europe

#### Retour vers l'Europe

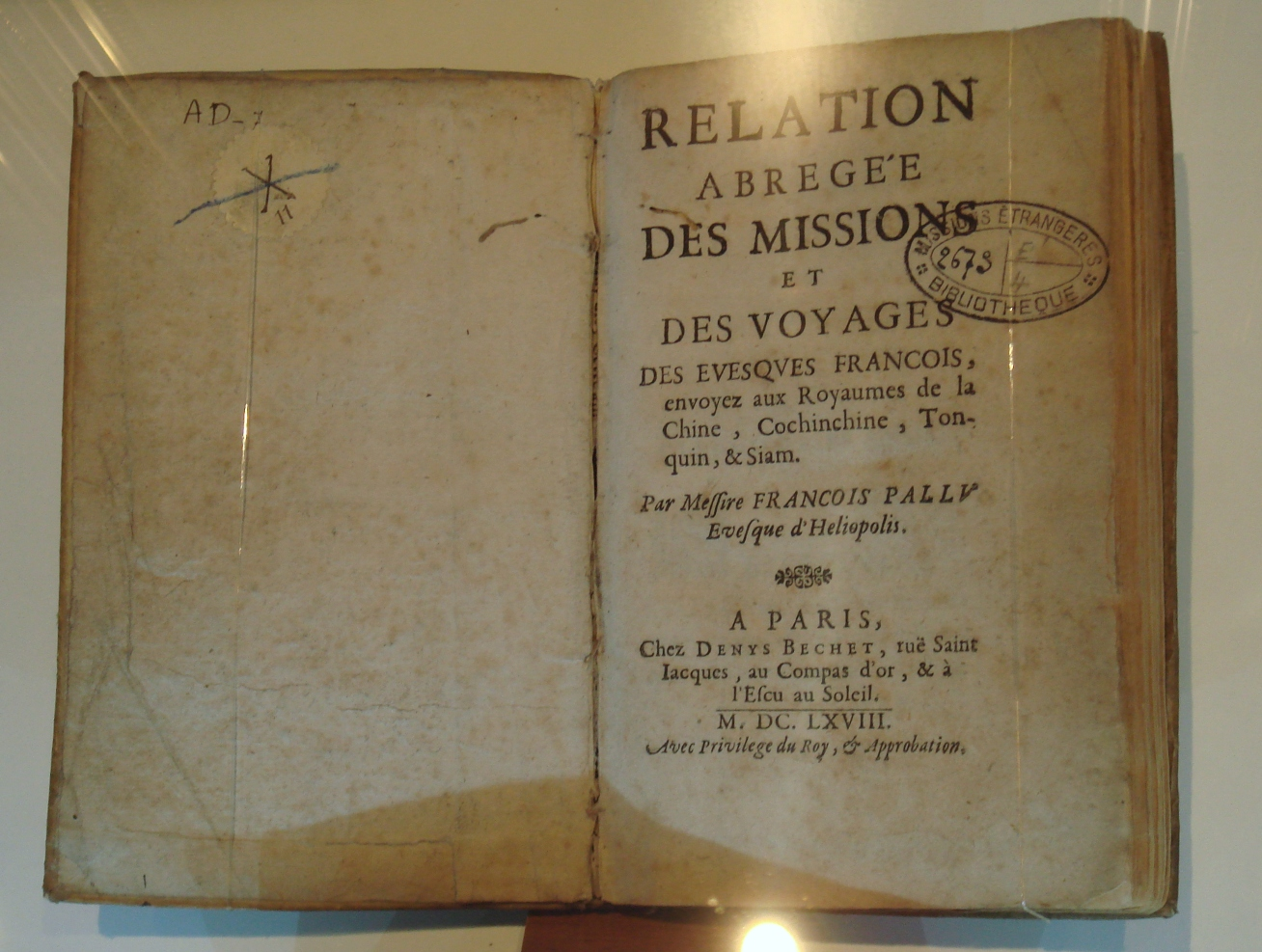
Publication en 1668 de Relation abrégée des missions

François Pallu repart vers Mergui puis traverse le Bengale sans problème, il arrive à Masulipatam et Madras, où il est contraint d’attendre près de 10 mois du fait de la guerre entre l’Angleterre et la Hollande, vivant chez les franciscains, il passe 3 heures par jour en oraison, tout en préparant ses argumentaires pour la propagande. Après plusieurs mois d’attente, il décide de prendre le chemin par cheval. Il arrive à Golconde le 13 février 1666, puis à Bassora le 2 août 1666. Il se plonge dans la lecture du Concile de Trente tout en poursuivant sa correspondance. Il continue sa route vers Alep. Victime de maladie, il est contraint de faire une halte, avant de repartir vers le Tibre.
Le 26 décembre 1666, il parvient à Alep, puis Mossoul, Mardin, où la traversée se passe difficilement, les longues marches et les manques d’argent se faisant cruellement sentir. Il parvient à Alexandrette le 25 janvier 1667, puis Chypre. Il peaufine une dernière fois les règles pour les futurs missionnaires où il recommande de respecter les indigènes  dénonçant la colonisation « il semble que tout est permis au-delà de la Ligne, que les gens qu’on y trouve ne soient pas des hommes comme nous et qu’on peut impunément se saisir de leurs maisons, de leurs personnes et de leurs biens » il recommande de ne s’occuper que du progrès de la foi.
Il parvient le 20 avril 1667 à Rome après plus d’un an et demi de traversée. Quand il arrive à Rome, il reçoit une lettre des directeurs du séminaire des Missions étrangères de Paris, Gazil et Du Plessis Montbar désapprouvant son retour à Rome, tout en refusant l’idée d’une congrégation religieuse.

#### Vicaire apostolique en l'Europe
Accueilli à Rome par la Propagande de façon très chaleureuse, François Pallu doit faire face aux bouleversements de la Curie du fait de la mort du pape et de l'élection du nouveau pape Clément IX. François Pallu fait faire des copies des rapports, demandes et des éléments du synode qui sont transmis à la Propagande et aux cardinaux.
Le pape Clément IX le rencontre et créé une commission spéciale composé de cardinaux afin d'analyser ses demandes rapidement et publie un Bref du Pape afin de soutenir le retour en France de François Pallu.
Fort du soutien du pape, François Pallu arrive à Paris le 21 janvier, le 28 janvier il est reçu par le roi Louis XIV, puis par Colbert, très soucieux des intérêts de la France. Le roi soutient l'initiative, et la Compagnie du Saint Sacrement fonde un séminaire dans les locaux de la rue du Bac. Madame de Ricouart donne des jardins et six bâtiments pour la fondation des Missions étrangères de Paris, ainsi que l'évêque de Babylone, le carme Bernard de Sainte-Thérèse. Une fois le terrain acheté, des lettres patentes sont demandées au roi qui les accorde. Le 10 octobre 1663, l'évêque responsable du Faubourg Saint-Germain autorise la fondation d'un séminaire. Deux prêtres sont nommés directeurs de séminaire, permettant à François Pallu de ne pas se consacrer qu'aux besoins de séminaire.
François Pallu travaille à la publication de la Relation abrégée des missions et des voyages des évêques français aux royaumes de la Chine, Cochinchine, Tonquin et Siam qu'il publie en avril 1688. À travers ce récit cherche à favoriser le zèle et la renommée des Missions étrangères, insistant sur l'Église d'Asie et la demande de séminaristes.
En novembre 1668, il part pour Rome, où il est reçu par le nouveau secrétaire de la propagande très favorable à l'œuvre. Il obtient de la Congrégation : l'interdiction pour les religieux de faire du commerce (4 juin 1669), la dispense temporaire de connaître le latin pour les jeunes prêtres (11 juin 1669), la confirmation de la supériorité des évêques sur les religieux (« Speculatores domus Israël ») ainsi que la confirmation des condamnations face aux abus des religieux dans les Indes Orientales (« Coelestibus et Apostolicis »)(13 septembre 1669).
Même s'il obtient un soutien massif de la part de la Congrégation de la Propagande, la congrégation refuse la fondation d'une communauté religieuse conformément aux désirs de Pierre Lambert de la Motte et de François Pallu, dans une décision qui est communiquée à François Pallu le 13 août 1669. François Pallu, qui jeûnait de viande depuis plusieurs années, décide alors d'arrêter son jeûne « l'obéissance étant préférable au sacrifice ».
Enfin le pape approuve les « Monita ad Missionarios  » et les fait imprimer par la propagande. Il donne des pouvoirs exceptionnels aux évêques (celui de pouvoir ordonner d'autres évêques), mais aussi une lettre et des cadeaux pour le roi du Siam Phrai Naï. Une fois le soutien de Rome reçu, François Pallu retourne en France, auprès des directeurs des Missions étrangères de Paris, qui veulent désavouer ce qu'ils considèrent comme des excès de la part de Pierre Lambert de la Motte. Ils poussent François Pallu à désavouer ses recommandations de congrégation ce qu'il fait avant de repartir pour l'Asie, en prenant le bateau et en partant de la Bretagne.

### Deuxième départ pour l'Asie

#### Deuxième trajet vers l'Asie
Le départ à partir de la Bretagne conduit rapidement l'équipage à arriver au Cap de Bonne Espérance. La terre sous contrôle des Hollandais permet aux missionnaires de découvrir les territoires et d'être accueillis par les Hollandais. Très vite les missionnaires décident de poursuivre leur trajet en direction de Madagascar. UnE tempête pousse à un arrêt à Fort Dauphin, où beaucoup tombent malade. Le capitaine du bateau décède peu de temps après sur l'île.
François Pallu reçoit des nouvelles de l'Extrême Orient : deux catéchistes sont ordonnés prêtres, et plus de 3000 Tonkinois ont été convertis et baptisés. Les nouvelles du Royaume de Siam montrent le peu d'intérêt pour le christianisme qui ne compte que 500 chrétiens. L'escale à Madagascar permet la rencontre de François Pallu avec un dominicain d'origine chinoise intéressant beaucoup François Pallu. Il profite de son escale pour faire part à Rome des difficultés nombreuses de relations avec les jésuites portugais du fait du Patroado, mais aussi d'une demande d'aide financière pour le séminaire d'Ayutthaya . François Pallu traduit pendant ce temps un traité sur l'oraison pour les missionnaires et les futurs catéchumènes.
Après quelques semaines à Madagascar, François Pallu et les missionnaires repartent et arrivent à Surates. François Pallu rédige un mémoire sur les habitants et l'état de la chrétienté qu'il transmet à Rome. Il reçoit de nouveau des nouvelles des missions du Siam : Chevreuil a été arrêté et mis en prison par les jésuites qui l'accusaient d'hérésie avant finalement d'être acquitté par le tribunal de l'Inquisition à Macao. Face à ces difficultés, François Pallu écrit de nouveau à Rome afin de limiter le pouvoir du Patroado sur les missionnaires. Pierre Lambert de la Motte quant à lui est parvenu à partir en Cochinchine, où il a donné naissance à une nouvelle congrégation de femmes, les Amantes de la Croix. Après un arrêt dans le Bengale, François Pallu parvient enfin à Ayutthaya le 27 mai 1673, près de 8 ans après son départ pour l'Europe.

#### Séjour au Siam

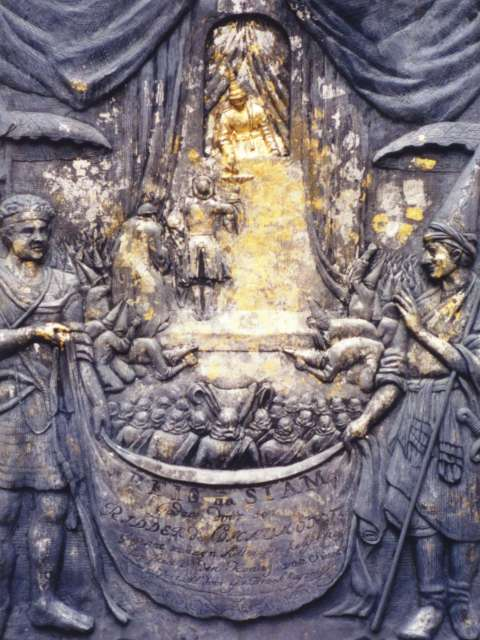
Narai recevant des ambassadeurs français (plaque commémorative à Lopburi)

Lors de son arrivée au Royaume du Siam, François Pallu retrouve Pierre Lambert de la Motte, qui est parvenu à structurer et organiser la communauté chrétienne sans toutefois avoir fait des conversions : un hôpital a été construit, des relations instaurées avec le Roi du Siam, mais aussi la fondation d'un séminaire à Ayuthaya, avec la présence de séminaristes (venant principalement de Tonkin et de Cochinchine).
La première décision qui est prise, est celle de remplacer Ignace Cotolendi. Les deux vicaires apostoliques ne sont pas d'accord : François Pallu préfère Chevreuil, Pierre Lambert de la Motte préfère Louis Laneau. Afin de les départager, les deux vicaires décident de tirer au sort comme dans les Actes des Apôtres, et le 28 août 1673 Laneau est désigné comme successeur. Il est sacré évêque le 25 mars 1674.
François Pallu est venu d'Europe avec deux lettres pour le roi Phra Naraï : l'une écrite par le pape Clément IX, l'autre du Roi de France Louis XIV. Phra Naraï décide alors de recevoir les vicaires comme s'ils étaient des ambassadeurs. Des discussions sur le protocole à suivre s'organisent afin de préparer la rencontre avec Phra Naraï. Finalement, le 18 octobre 1673, les trois vicaires apostoliques parviennent au Palais et lisent les lettres du roi de France et du pape pour Phra Naraï. Ce dernier se montre très intéressé par l'influence de la France, notamment face aux Hollandais alors très présents dans le commerce asiatique. Phra Naraï se porte garant de la protection des missionnaires.
Lors de sa parade annuelle, le roi demande à voir les missionnaires et s'enquiert de l'avancement des travaux de la construction du séminaire d'Ayuthaya.
François Pallu décide de partir pour rejoindre son pays de mission, le Tonkin. Il fait la rencontre d'un chevalier français, Monsieur du Hautmesnil, qui l'emmène contre rémunération. Après plusieurs mois de préparation, François Pallu part le 20 aout 1674.

#### Départ et mésaventures
Partis au bord du bateau Conception le 21 août 1674, le 28 août ils arrivent sur la côte du Cambodge, puis parviennent à Cap Varrella et s'arrêtent à Phan Rang afin de se ravitailler. Le trajet se montre dangereux, et très vite le courant pousse le bateau vers Bornéo, puis en direction de Manille. Le 14 octobre 1674, ils sont pris dans un typhon jetant à la mer tous les éléments afin d'alléger le bateau. Épuisés et manquant d'eau douce, ils parviennent à Cavite, port de Manille le 17 octobre 1674.
Arrivée par mégarde à Cavite, François Pallu est accueilli par les Portugais qui inspectent le navire. François Pallu est contraint de partir à Manille, en attendant la décision du gouverneur de Manille, Don Manuel de Leon. Il est logé par les Jésuites mais est sans cesse sous surveillance.
La raison de la suspicion tient à la guerre entre la France et l'Espagne : François Pallu est considéré comme un espion. Malgré sa défense auprès du conseil souverain des Indes, il n'obtient pas de réponses. Après plusieurs mois d'attente, le gouverneur décide de renvoyer François Pallu auprès du Conseil des Indes, qui a le pouvoir de statuer. Le seul moyen de retrouver sa liberté est pour François Pallu de plaider auprès du Conseil des Indes qui siège en Espagne.

#### Prisonnier des Espagnols
François Pallu part le 1er juin 1675 au bord du navire Sant'Antonio. le 31 juillet il arrive aux « îles Les Larrons » (aujourd'hui Îles Mariannes). Malgré les tempêtes et une traversée parfois houleuse, l'évêque et son équipage parviennent à Acuapulco le 17 janvier 1676. Au cours de la traversée, François Pallu prépare sa défense, il écrit aux vicaires apostoliques afin de les rassurer. Le 20 mars, il part pour Veracruz. Il est contraint pendant un temps de rester au sein du couvent des franciscains de Jalapa. Il se lie d'amitié avec les moines et demande de devenir Tiers Ordre Franciscain. Après quelques mois d'attente, il peut enfin partir le 26 juin 1676 en direction de l'Espagne. Le 15 octobre, ils parviennent aux îles des Açores, puis le 1er novembre sur les côtes d'Espagne.
Ce périple de sept ans ferait donc de lui, involontairement, «le premier voyageur à faire le tour du monde en se dirigeant toujours vers l'orient», même si d'autres avaient auparavant bouclé le tour du monde dans le sens contraire.
Le 7 décembre, il arrive à Séville, après avoir envoyé des copies de sa défense au pape et à la Propagande, il est finalement convoqué au Conseil des Indes à Madrid, convoqué par le comte de Medellin. Il arrive le 15 janvier 1677 à Madrid et très rapidement son procès commence. Le verdict tombe : François Pallu est complètement innocenté. Il reçoit la consigne de Rome de repartir le plus rapidement possible vers l'Extrême Orient sans passer par Rome.

### Séjour en Europe
François Pallu bien qu'il ait reçu la consigne de partir rapidement pour l'Extrême Orient, décide de partir pour Rome. Il y arrive le 3 juin où il est très bien accueilli par la Propagande. Son séjour, qui devait être court, va néanmoins durer près de trois ans : François Pallu multiplie les visites, les rapports pour la Propagande notamment afin de régler les conflits qui existent avec les Jésuites qui refusent l'autorité des vicaires apostoliques.
Au cours de cette période, il écrit de nombreuses lettres aux supérieurs des Missions étrangères de Paris, et tente de les réconcilier avec Pierre Lambert de la Motte : en effet, les supérieurs du séminaire semblent opposés au fonctionnement des missions de Pierre Lambert de la Motte. François Pallu écrit des nombreuses lettres afin de lever les incompréhensions et d'expliquer les difficultés des missions en Asie. Par ailleurs, il écrit ses conseils pour les traversées vers l'Asie, ainsi que des conseils pour la formation des séminaristes.

### Troisième voyage vers l'Asie

#### Missionnaire en Chine
François Pallu revient au Siam en 1682.
En 1684, il fait un voyage en Chine, où il dirige le diocèse de Fou-Tchéou (aujourd'hui Fuzhou). Il meurt quelques mois plus tard dans la province du Fou-kien.

## Procès de béatification en cours
En octobre 2019, la Conférence épiscopale vietnamienne a engagé une réflexion sur l'opportunité de la béatification de différentes figures de l'histoire de l'Église au Viet Nâm. Les évêques souhaitent que soit notamment reconnu le témoignage de foi des tout premiers missionnaires envoyés dans leur pays, qu'ils considèrent, avec les historiens, comme les fondateurs de leur Église.
Depuis a été ouverte la cause de François Pallu. L'enquête diocésaine a été lancée le 29 octobre 2023 à Hanoï, en présence des évêques du Viet Nâm, du délégué apostolique représentant le Saint-Siège et du supérieur général des Missions étrangères de Paris.

## Œuvres

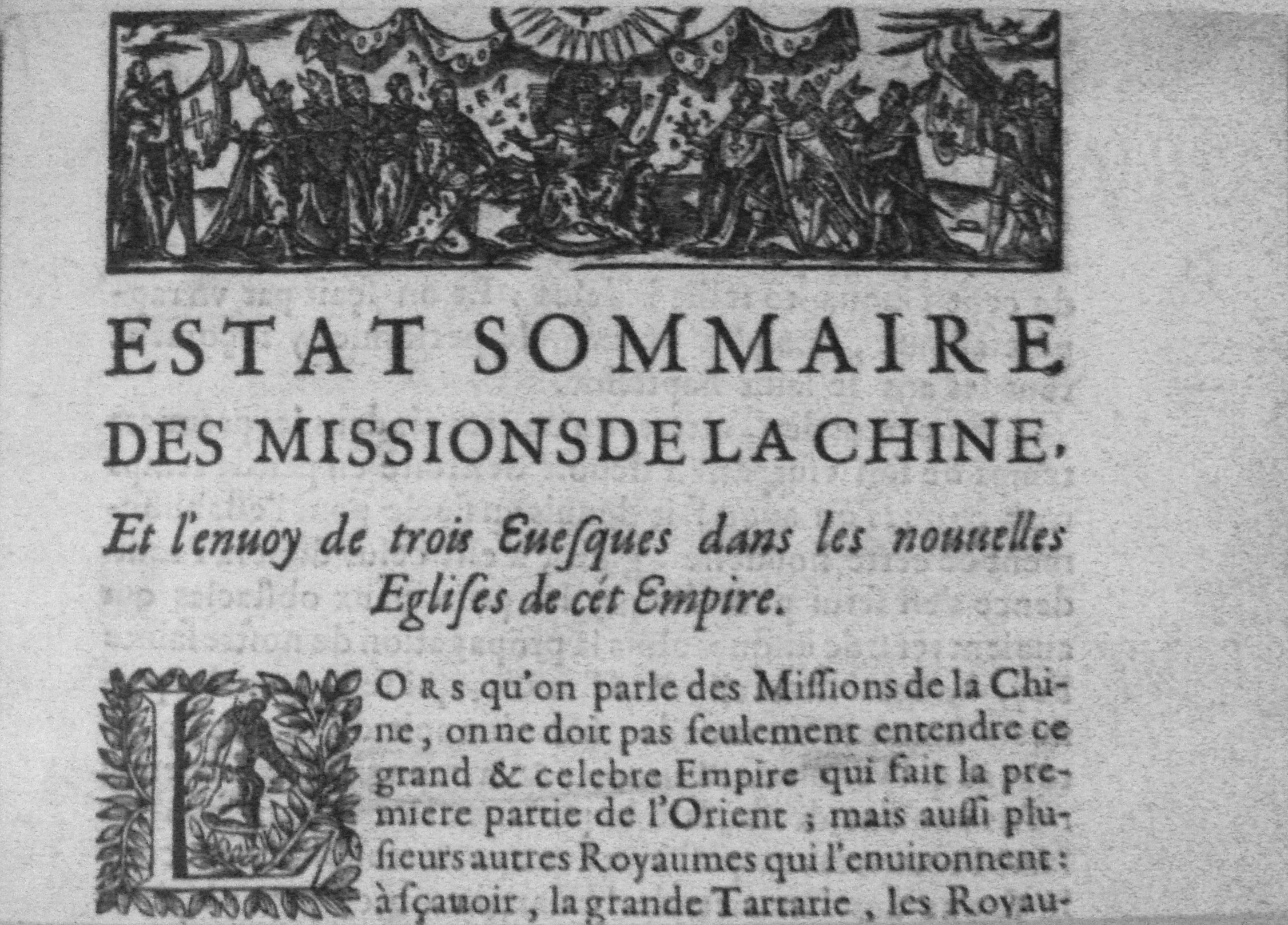
État sommaire des missions de la Chine